# Roger Williams
Roger Williams (21 de dezembro de 1603 - 18 de abril de 1683), foi um pastor e teólogo batista Inglês e Estadunidense, um notável defensor da tolerância religiosa e da separação entre igreja e estado, além de ser um defensor de relações justas com os nativos americanos e abolicionista. Em 1644, ele recebeu uma carta de criação da colônia de Rhode Island e a fundação de Providência, nomeado para a resolução que previa um refúgio para as minorias religiosas. É creditado frequentemente a Williams a fundação da Primeira Igreja Batista na América.

## Biografia

### Início da vida
Williams nasceu no seio da Igreja da Inglaterra, em Londres, na Inglaterra, por volta de 1603. Ele tornou-se um puritano aos 12 anos de idade, contra a vontade de seu pai. Seu pai, James Williams (1572-1621), era um comerciante em Smithfield, Inglaterra. Sua mãe chamava-se Alice Pemberton (1564-1634).
Quando jovem, Williams foi aluno de Sir Edward Coke (1552-1634), o jurista famoso e, sob o patrocínio da Coke's, Williams foi educado na Charterhouse e também no Pembroke College em Cambridge (BA, 1627). Ele parecia ter tido um talento especial para aprender outros idiomas, e cedo adquiriu familiaridade com o latim, grego, holandês e francês. Ele deu aulas para John Milton em holandês em troca de aulas de hebraico.
Após graduar-se em Cambridge, Williams tornou-se capelão de uma família rica. Ele se casou com Maria Barnard (1609-76), em 15 de dezembro de 1629 na Igreja de High Laver, Essex, Inglaterra. Eles tiveram seis filhos, todos nascidos na América. Seus filhos são Maria, Freeborn, Providence, Mercy, Daniel e Joseph.
Tempos antes do final de 1630, Williams decidiu que não poderia trabalhar na Inglaterra sob o rigoroso arcebispo William Laud's High igreja (e) sobre a administração, adotou uma posição de discordância. Ele recusou ofertas de preferência nas universidades e no estabelecimento da Igreja, e em vez resolveu procurar na Nova Inglaterra a liberdade de consciência, que lhe foi negada em casa.

### Na América
Em 5 de fevereiro de 1631, desembarcou em Nantasket (Massachusetts). Era um ministro anglicano formado e, por isso, foi convidado a assumir um cargo eclesiástico na paróquia anglicana de Boston. No entanto, não aceitou o cargo, pois deseja se integrar a uma Igreja separada e, além disso, declarou que gostaria de residir em uma comunidade em que houvesse total liberdade religiosa.
Nesse contexto, ele se tornou pastor assistente na Igreja Congregacional de Salem (Massachusetts).  Suas posições a favor da separação entre Igreja e Estado, liberdade de culto e direitos territoriais indígenas o levaram a conflitos com os pastores e magistrados da colônia.
No final do verão de 1631, mudou-se para a Colônia de Plymouth, que não fazia parte da Colônia da Baía de Massachusetts, onde foi bem-vindo e passou a pregar regularmente. No entanto, depois de um tempo, passou a entender que a Igreja de Plymouth não estava suficientemente separada da Igreja Anglicana. Além disso, passou a defender que o direito a terras na América, deveria ser decorrente da compra legítima de terras pertencentes aos nativos das cartas coloniais.
Em dezembro de 1632, escreveu um longo tratado que condenava as cartas coloniais e questionava o direito à terra sem primeiro comprá-la dos nativos americanos.
Esse retorno não foi bem recebido pelas autoridades da Colônia da Baía de Massachusetts, residentes em Boston, razão pela qual, em dezembro de 1633, eles o convocaram para comparecer perante o Tribunal Geral em Boston, para se explicar seu tratado que atacava as cartas coloniais. Depois disso, as cópias do tratado foram destruídas e a situação se apazigou.
Em agosto de 1634, tornou-se pastor interino da Congregação de Salem.
Em março e em julho de 1635, foi novamente convocado para comparecer perante o Tribunal Geral em Boston, para responder por "opiniões errôneas" e "opiniões perigosas". Depois disso, o Tribunal finalmente ordenou que ele fosse removido de sua posição na Congregação de Salem.
Quando esta última controvérsia surgiu quando a cidade de Salem apresentou uma petição ao Tribunal Geral em Boston para anexar algumas terras em Marblehead, no entanto, o Tribunal recusou-se a considerar o pedido, a menos que a Congregação em Salem removesse Roger. A Congregação de Salem entendeu que esta ordem violava sua independência e enviou uma carta de protesto às outras Congregações da Colônia da Baía de Massachusetts. No entanto, a carta não foi lida publicamente nas outras congregações, e o Tribunal Geral recusou-se a acomodar os delegados de Salem na próxima sessão.
Nesse contexto, o apoio a Roger começou a diminuir e ele deixou de pregar na sede da Congregação de Salem e começou a se reunir com alguns de seus seguidores mais devotados em sua casa.
Em outubro de 1635, o Tribunal Geral em Boston condenou Roger por sedição e heresia e ordenou que ele fosse banido.
A execução da ordem foi adiada porque Roger estava doente e o inverno se aproximava, então ele foi autorizado a ficar temporariamente, desde que parasse de dar suas opiniões publicamente, condição que não foi cumprida.
Em janeiro de 1636, foi enviado um xerife para prendê-lo, mas quando chegou em Salem, descobriu ele havia fugido três dias antes, durante uma nevasca. Ele viajou 55 milhas através da neve profunda até Raynham (Massachusetts), onde os nativos da tribo dos Wampanoags lhe ofereceram abrigo até a primavera.
Na primavera de 1636, Roger e alguns seguidores oriundos de Salem, começaram um novo assentamento em um terreno que eles compraram de um chefe nativo em Rumford (Rhode Island). Após as primeiras construções, as autoridades da Colônia de Plymouth afirmaram que Roger e seus seguidores estavam dentro de uma área concedida à Colônia de Plymouth e expressaram preocupação de que sua presença pudesse irritar os líderes da Colônia da Baía de Massachusetts.
Nesse contexto, Roger, acompanhado por Thomas Angell, foi em busca de um novo local adequado para um assentamento. Nessa busca, chegaram em uma fonte de água doce junto a uma enseada de um rio que seria denominado como: "Providence". Depois disso, compraram a área dos chefes nativos. Esse seria o local do assentamento permanente que daria origem à Colônia Providence.
Ele queria que o lugar fosse um refúgio para os "aflitos de consciência" e logo atraiu um grupo de dissidentes e indivíduos com outras mentalidades. Desde o início, a maioria dos votos dos chefes de família governou o novo assentamento. Os recém-chegados também poderiam ser admitidos à cidadania plena por maioria de votos.
No segundo semestre de 1636, teve início um conflito entre os colonos e a tribo dos Pequots. Nesse contexto, ajudou a fazer com que a tribo dos narragansett fosse aliada dos colonos.
Nesse mesmo ano, fundou uma igreja em sua casa. 
Em agosto de 1637, um novo acordo restringiu o governo às coisas civis.
Em 1638, ele se tornou um batista e fundou a Primeira Igreja Batista na América. 
Em 1640, 39 homens livres (homens que tinham plena cidadania e direito de voto) assinaram outro acordo que declarava sua determinação de defender a "liberdade de consciência". Desse modo, foi o primeiro lugar na história moderna onde cidadania e religião eram separadas, proporcionando liberdade religiosa e separação entre Igreja e Estado e isso combinado com o princípio da democracia majoritária.
Em 1643, em meio a tensões com as colônias vizinhas, viajou para Londres para tentar conseguir um alvará para a colônia que estava construindo. Nessa época, estava em curso a Guerra Civil Inglesa e Londres estava sob o controle dos puritanos. Roger publicou um livro sobre as línguas algonquinas e alguns costumes dos povos nativos ("A Key into the Language of America"), que facilitaria a comunicação dos imigrantes com os nativos da região da Nova Inglaterra, fato que melhorou sua reputação e o ajudou a conseguir o alvará.
Em julho de 1644, conseguiu com que o Parlamento autorizasse a continuidade da Colônia da Providência, logo depois disso, publicou o seu livro mais famoso: "The Bloudy Tenent of Persecution for Cause of Conscience", no qual defendeu a separação entre igreja e estado.
Essa publicação, teve grande repercussão: entre 1644 e 1649, pelo menos 60 obras foram publicadas abordando os argumentos da obra de Roger.
No dia 9 de agosto de 1644, o Parlamento ordenou a destruição de todas os exemplares, mas nesse momento, Roger já estava a caminho da Nova Inglaterra, onde chegou com o alvará em setembro.
Após o retornou, passou vários anos trabalhando para unificar os assentamentos de Baía de Narragansett sob um único governo. Esse trabalho foi dificultado devido à oposição de William Coddington que liderava os dois assentamentos na Ilha Aquidneck (Newport e Portsmouth), que na época era chamada de Rhode Island.
Em 1647, conseguiu estabelecer a Colônia de Rhode Island e Providence, instituição governamental que tinha poderes sobre a região na qual estavam quatro aldeias que dariam origem ao Estado norte americano de Rhode Island.
Desse modo, naquela região, a liberdade de consciência passou a obter amparo legal e a colônia se tornou um porto seguro para pessoas que eram perseguidas por suas crenças, incluindo batistas, quacres e judeus.
No entanto, William Coddington não aceitou essa situação e decidiu viajar para Londres para obter o reconhecimento de um governo dos assentamentos da Ilha Aquidneck independente do governo dos assentamentos de Providence e Warwick.
Desse modo, em abril de 1651, o Conselho de Estado da Inglaterra nomeou Coddington como governador da Ilha Aquidneck e da pequena ilha vizinha de Conanicut.
No entanto, em outubro de 1652, a nomeação de Coddington foi revogada.